# Мейплтон (Канзас)
Мейплтон (англ. Mapleton) — місто (англ. city) в США, в окрузі Бурбон штату Канзас. Населення — 96 осіб (2020).

## Географія
Мейплтон розташований за координатами 38°0′56″ пн. ш. 94°53′3″ зх. д. / 38.01556° пн. ш. 94.88417° зх. д. (38.015693, -94.884081).  За даними Бюро перепису населення США в 2010 році місто мало площу 1,28 км², з яких 1,27 км² — суходіл та 0,01 км² — водойми.

## Демографія
Згідно з переписом 2010 року, у місті мешкали 84 особи в 41 домогосподарстві у складі 22 родин. Густота населення становила 65 осіб/км².  Було 48 помешкань (37/км²).
Расовий склад населення:
| - 98,8 % — білих - 1,2 % — азіатів |

До двох чи більше рас належало 0,0 %. Частка іспаномовних становила 0,0 % від усіх жителів.
За віковим діапазоном населення розподілялося таким чином: 17,9 % — особи молодші 18 років, 58,3 % — особи у віці 18—64 років, 23,8 % — особи у віці 65 років та старші. Медіана віку мешканця становила 45,0 року. На 100 осіб жіночої статі у місті припадало 110,0 чоловіків;  на 100 жінок у віці від 18 років та старших — 97,1 чоловіків також старших 18 років.
За межею бідності перебувало 8,1 % осіб, у тому числі 7,3 % дітей у віці до 18 років та 28,6 % осіб у віці 65 років та старших.
Цивільне працевлаштоване населення становило 44 особи. Основні галузі зайнятості: транспорт — 34,1 %, освіта, охорона здоров'я та соціальна допомога — 29,5 %, будівництво — 9,1 %, сільське господарство, лісництво, риболовля — 9,1 %.